# Disphragis mystica
Disphragis mystica is een vlinder uit de familie van de tandvlinders (Notodontidae). De wetenschappelijke naam van de soort is, als Heterocampa mystica, voor het eerst geldig gepubliceerd in 1912 door William Schaus.

## Type
- syntypes: vrouwelijk
- instituut: USNM Smithsonian Institution, Washington, U.S.A.
- typelocatie: "Costa Rica, Juan Vinas"